# Bartholomä

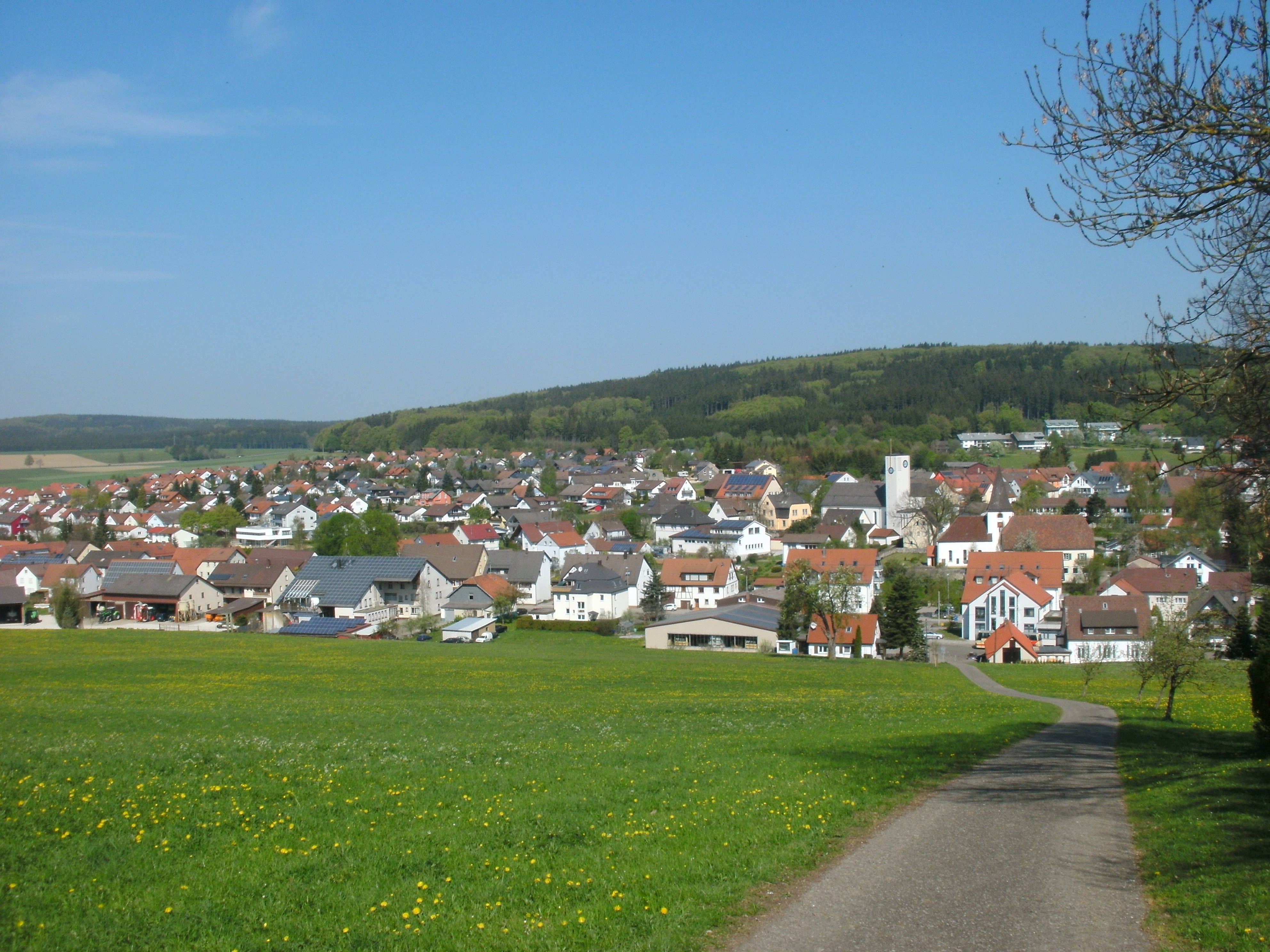
Bartholomä

Bartholomä là một xã ở huyện Ostalb, bang Baden-Württemberg, Đức.
Tiếng Đức nói ở đây gọi là schwabisch, khó hiểu cho người nói tiếng Đức cao ở phía bắc.
Đô thị này có diện tích 20,75 km2, dân số thời điểm cuối năm 2006 là 2184 người.